# 호밀속
호밀속(胡-屬, 학명: Secale 세칼레[*])은 벼과의 속이다. 호밀을 비롯한 9종을 포함하며, 전 세계의 온대 및 냉대 지역에 널리 분포한다.

## 하위 종
- 호밀(S. cereale L.)
- S. africanum Stapf
- S. anatolicum Boiss.
- S. ciliatiglume (Boiss.) Grossh.
- S. × derzhavinii Tzvelev
- S. montanum Guss.
- S. segetale (Zhuk.) Roshev.
- S. sylvestre Host
- S. vavilovii Grossh.